# توماش ژینتک
توماش ژینتک (لهستانی: Tomasz Ziętek؛ زادهٔ ۲۸ ژوئن ۱۹۸۹) بازیگر، موسیقی‌دان اهل لهستان است. وی از سال ۲۰۰۵ میلادی تاکنون مشغول فعالیت بوده‌است.
از فیلم‌ها یا برنامه‌های تلویزیونی که وی در آن نقش داشته‌است، می‌توان به هیچ ردی باقی نگذار، خبرچینان – پدران و دختران، عملیات سنبل، اهریمن، در خوشی و سختی، بدن و بدن مسیح اشاره کرد.